# Jean Laurent Simonnet
Jean Laurent Simonnet est un homme politique français né le 26 février 1756 à Sarry (Yonne) et décédé le 10 octobre 1824 à Noyers-sur-Serein (Yonne).

## Biographie
Notaire à Sarry, il est juge au tribunal du district de Tonnerre de 1790 à 1792 et membre du directoire de l'Yonne de 1791 à 1793. Il est élu député de l'Yonne au Conseil des Anciens le 25 germinal an VII et passe au Corps législatif après le coup d'État du 18 Brumaire. Il quitte l'assemblée en 1803, et devient juge suppléant à Tonnerre de 1812 à 1816.

## Sources
- « Jean Laurent Simonnet », dans Adolphe Robert et Gaston Cougny, Dictionnaire des parlementaires français, Edgar Bourloton, 1889-1891 [détail de l’édition]